# Serra da Batávia
Serra da Batávia (ou Pico da Batávia) é uma formação montanhosa situada no Parque Nacional da Chapada Diamantina, entre os municípios de Mucugê e Ibicoara, região central do estado brasileiro da Bahia.

## Descrição
Tem altitude superior a 1 600 metros. Segundo relato do jornalista Teófilo Henrique, "O início da trilha é todo calçado de pedra, utilizada pelos tropeiros em meados do século passado. Vale a pena passar a noite no local para apreciar o nascer do Sol. Saindo de Ibicoara a cerca de 12 km de estrada de chão chega-se à comunidade do Campo Limpo e segue a pé 1,5 km de trilha."
Em 2021 a área, também chamada de "Três Morrinhos", foi atingida por um grande incêndio que provocou destruição de parte da flora local.